# 미사토역 (사이타마현)
미사토역(일본어: 三郷駅, みさとえき)은 일본 사이타마현 미사토시에 있는 철도역이다.

## 역 구조
상대식 승강장 2면 2선의 고가역. 개찰 내 콩코스와 각 승강장을 연결하는 에스컬레이터는 2개, 엘리베이터는 1개씩 설치되어 있다.
역의 신미사토 방향에 상하행선 사이 큰 틈은 없지만 예전의 신미사토 역의 위치에 무사시노 조차장이 있던 흔적이다.
업무위탁역으로 미도리 창구는 2013년 4월 23일에 영업을 종료했다. 지정석 매표기, 자동 개찰기가 설치되어 있다.

### 승강장
| 1 | ■ 무사시노 선 | 무사시우라와・니시코쿠분지・후추혼마치 방면                                      |
| 2 | ■ 무사시노 선 | 신마쓰도・니시후나바시・■ 게이요 선에 직결 운행 도쿄 (쾌속)・가이힌마쿠하리 방면 |

## 역세권 정보
- 에도강
- 지바현 나가레야마시
- Wao City 미사토
- 미사토이치 우체국
- 와세다 공원
- 미사토 시 문화회관
- 사이타마 현립 미사토키타 고등학교

## 역사
- 1973년 4월 1일: 영업 개시.
- 1987년 4월 1일: 일본 철도 민영화로 JR동일본의 역이 됨.
- 1992년 11월: 미도리 창구 영업 개시.
- 2001년 11월 18일: IC카드 Suica 공용 개시.
- 2013년
  - 4월 23일: 미도리 창구 영업 종료.
  - 5월 1일: 업무위탁역이 됨.

## 인접역
| 동일본 여객철도 ■ 무사시노 선 | 동일본 여객철도 ■ 무사시노 선 | 동일본 여객철도 ■ 무사시노 선                            |
| ----------------------------- | ----------------------------- | -------------------------------------------------------- |
| 신미사토 후추혼마치 방면      | 쾌속・보통                    | 미나미나가레야마 니시후나바시・도쿄・가이힌마쿠하리 방면 |